# 파이 (영화)
파이(Pi, Π)는 1998년 공개된 미국의 초현실, 심리, 공포, 스릴러 영화이다. 대런 애러노프스키 감독 데뷔작이며, 각본 역시 맡았다.

## 줄거리
차이나타운 (맨해튼)의 칙칙한 아파트에 사는 실업자 수론가 맥스 코헨은 자연의 모든 것을 숫자로 이해할 수 있다고 믿는다. 그는 군발 두통, 극심한 편집증, 환각, 그리고 분열성 인격장애를 앓고 있다. 그의 유일한 사회적 교류는 수학 스승인 솔 로베슨(현재는 뇌졸중으로 불구가 됨)과 같은 건물에 사는 사람들, 즉 복잡한 계산을 수행하는 그의 능력에 매료된 어린 소녀 제나, 그리고 가끔 그와 대화하는 옆집에 사는 젊은 여성 데비이다.
맥스는 자신의 컴퓨터 에우클레이데스를 이용해 주식 예측을 하려 한다. 에우클레이데스는 오작동하여 무작위로 보이는 216자리 숫자를 출력하고, 현재 가치의 10분의 1에 해당하는 단일 주식 추천을 한 후 충돌한다. 맥스는 역겨움을 느끼며 출력물을 버린다. 다음날 아침, 그는 에우클레이데스의 추천이 정확했음을 알게 되지만 출력물을 찾을 수 없다. 맥스가 그 숫자를 언급하자 솔은 불안해하며 216자리 숫자였는지 묻는다. 그는 몇 년 전 자신도 같은 숫자를 접했다고 밝히며 맥스에게 일을 잠시 쉬라고 권한다.
맥스는 토라에 대한 수학적 연구를 하는 하시딤 유대인 레니 마이어를 만난다. 레니는 히브리 문자를 숫자에 대응시키는 간단한 게마트리아를 시연하고, 일부 사람들은 토라가 하나님이 보낸 암호를 형성하는 숫자의 문자열이라고 믿는다고 설명한다. 흥미를 느낀 맥스는 일부 개념이 피보나치 수와 같은 다른 수학적 개념과 유사하다는 점에 주목한다. 파이낸셜 디스트릭트 (맨해튼)의 한 회사의 에이전트들이 맥스에게 접근한다. 그들 중 한 명인 마시 도슨은 그의 연구 결과와 교환하여 "밍 메카"라고 불리는 기밀 컴퓨터 칩을 제공한다.
이 칩을 사용하여 맥스는 에우클레이데스에게 토라의 수학적 패턴을 분석하도록 한다. 다시 한번, 에우클레이데스는 216자리 숫자를 표시한 후 충돌한다. 맥스가 그 숫자를 적으면서 그는 패턴을 알고 있음을 깨닫고 영적인 깨달음을 경험하며 의식을 잃는다. 깨어난 후, 맥스는 투시 능력을 갖게 된 것처럼 보이고 그가 찾던 주식 시장 패턴을 시각화한다. 그의 두통은 심해지고, 오른쪽 관자놀이에서 정맥처럼 튀어나온 덩어리를 발견한다. 솔이 그에게 일을 그만두라고 촉구한 후 맥스는 솔과 불화하게 된다.
도슨과 그녀의 에이전트들은 길에서 맥스를 붙잡고 맥스가 버렸던 출력물을 발견했음을 밝히며 그 숫자들을 설명하도록 강요하려 한다. 그 회사는 그 숫자를 사용하여 주식 시장을 조작하려다가 오히려 시장을 폭락시켰다. 차를 몰고 가던 레니는 맥스를 구출하지만, 그를 근처 시나고그에 있는 그의 동료들에게 데려간다. 그들은 맥스에게 216자리 숫자를 달라고 요청하는데, 그 숫자가 메시아 시대를 가져오기 위해 그들에게 주어진 것이며, 그 숫자가 말할 수 없는 하나님의 이름을 나타낸다고 믿기 때문이다. 맥스는 그 숫자가 자신에게만 계시되었다고 주장하며 거부한다.
맥스는 도망쳐 솔을 방문하지만, 그의 딸 제니로부터 그가 또 다른 뇌졸중으로 사망했다는 것을 알게 된다. 그는 솔의 서재에서 그 숫자가 적힌 종이를 발견한다. 자신의 아파트에서 맥스는 또 다른 두통을 겪지만 진통제를 복용하지 않는다. 숫자와 두통이 연결되어 있다고 믿으며 맥스는 고통 속에서도 숫자에 집중하려 노력한다. 정신을 잃은 후, 맥스는 화장실로 가서 거울에 비친 자신을 응시한 후 성냥을 켜서 그 숫자가 적힌 종이를 불태운다. 그리고 맥스는 자신의 머리에 전동 드릴을 대고 천두하여 고통에서 벗어나려 한다.
얼마 후, 제나는 공원에서 맥스에게 다가와 748 ÷ 238 ( 원주율의 근사치)을 포함한 여러 계산을 해달라고 요청한다. 맥스는 미소를 지으며 답을 모른다고 말하는데, 평화로워 보인다.

## 출연

### 주연
- 숀 걸릿
- 마크 마르골리스

### 조연
- 벤 셍크만
- 파멜라 하트
- 스티븐 펄먼
- 사미아 쇼아입
- 아제이 나이두

## 기타
- 공동제작: 스콧 보겔
- 협력프로듀서: 스콧 플랭클린
- 미술: 매튜 마라피
- 배역: 데니즈 피츠제럴드